# 貝里山
64°26′S 60°43′W / 64.433°S 60.717°W
貝里山(Mount Berry)是南極洲的山峰，位於葛拉漢地北部，處於鮑德溫峰東南面4.8公里，該山峰根據英國探險隊的空中照片被繪入地圖，以美國航空員（Albert Berry）命名。